# Chapadmalalense
El Chapadmalalense o SALMA Chapadmalalense (del  inglés South American land mammal ages) es una edad mamífero de América del Sur, división establecida para definir una escala geológica de tiempo para la fauna de mamíferos sudamericanos. Su límite inferior se sitúa en los 4 Ma, mientras que su límite superior se ubica en los 3 Ma.
La localidad tipo de esta edad se sitúa en la zona de la Farola de Monte Hermoso, en el sudoeste de la provincia de Buenos Aires, centro-este de la Argentina.

## Subedades
Posee dos subedades:
- Superior
- Inferior

## Taxones destacados
Entre los taxones descritos para esta edad se encuentra Josephoartigasia magna, un gigantesco roedor histricomorfo de la familia Dinomyidae, exhumado de sedimentos que componen las altas barrancas de San Gregorio (formación San José), que caen sobre la ribera norte del Río de la Plata, en la costa del departamento de San José, en el sur del Uruguay.

## Sucesión de las edades mamífero de América del Sur
| Predecesor: Montehermosense | Chapadmalalense Edades mamífero de América del Sur | Sucesor: Marplatense |